# Thailand Open 1996 (Badminton)
Die Thailand Open 1996 im Badminton fanden 11. bis zum 17. November 1996 in Bangkok statt. Das Preisgeld betrug 125.000 US-Dollar.

## Sieger und Platzierte
| Disziplin    | Gold                           | Silber                                 | Bronze                                    |
| ------------ | ------------------------------ | -------------------------------------- | ----------------------------------------- |
| Herreneinzel | Dong Jiong                     | Joko Suprianto                         | Søren B. Nielsen                          |
| Herreneinzel | Dong Jiong                     | Joko Suprianto                         | Rashid Sidek                              |
| Dameneinzel  | Wang Chen                      | Kim Ji-hyun                            | Susi Susanti                              |
| Dameneinzel  | Wang Chen                      | Kim Ji-hyun                            | Ra Kyung-min                              |
| Herrendoppel | Sigit Budiarto Candra Wijaya   | Ha Tae-kwon Kang Kyung-jin             | Siripong Siripool Khunakorn Sudhisodhi    |
| Herrendoppel | Sigit Budiarto Candra Wijaya   | Ha Tae-kwon Kang Kyung-jin             | Choong Tan Fook Lee Wan Wah               |
| Damendoppel  | Indarti Issolina Deyana Lomban | Lisbet Stuer-Lauridsen Marlene Thomsen | Qin Yiyuan Tang Hetian                    |
| Damendoppel  | Indarti Issolina Deyana Lomban | Lisbet Stuer-Lauridsen Marlene Thomsen | Peng Xinyong Zhang Jin                    |
| Mixed        | Tri Kusharyanto Minarti Timur  | Flandy Limpele Rosalina Riseu          | Christian Jakobsen Lisbet Stuer-Lauridsen |
| Mixed        | Tri Kusharyanto Minarti Timur  | Flandy Limpele Rosalina Riseu          | Kang Kyung-jin Kim Mee-hyang              |

## Finalergebnisse
| Disziplin    | Sieger                         | Finalist                               | Ergebnis            |
| ------------ | ------------------------------ | -------------------------------------- | ------------------- |
| Herreneinzel | Dong Jiong                     | Joko Suprianto                         | 15-13, 15-7         |
| Dameneinzel  | Wang Chen                      | Kim Ji-hyun                            | 2-11, 11-5, 11-7    |
| Herrendoppel | Sigit Budiarto Candra Wijaya   | Ha Tae-kwon Kang Kyung-jin             | 15-11, 10-15, 15-12 |
| Damendoppel  | Deyana Lomban Indarti Issolina | Lisbet Stuer-Lauridsen Marlene Thomsen | 15-9, 15-4          |
| Mixed        | Tri Kusharyanto Minarti Timur  | Flandy Limpele Rosalina Riseu          | 15-5, 15-7          |